# Lovro Mihić
Lovro Mihić, hrvatski reprezentativni rukometaš
Bio je igrač Zagreba. Igra za Wisłu Plock.
S mladom reprezentacijom 2013. osvojio je srebro na svjetskom prvenstvu.